# SwáSthya Yôga
SwáSthya Yôga é a sistematização do ioga antigo feita pelo Mestre DeRose, professor de ioga, na década de 1960 a partir do Dakshinacharatántrika-Niríshwarasámkhya Yôga, uma modalidade de Ioga estritamente técnica.[carece de fontes?]. Esta modalidade contém os elementos constitutivos que fundamentam todas as demais modalidades de ioga.[carece de fontes?]

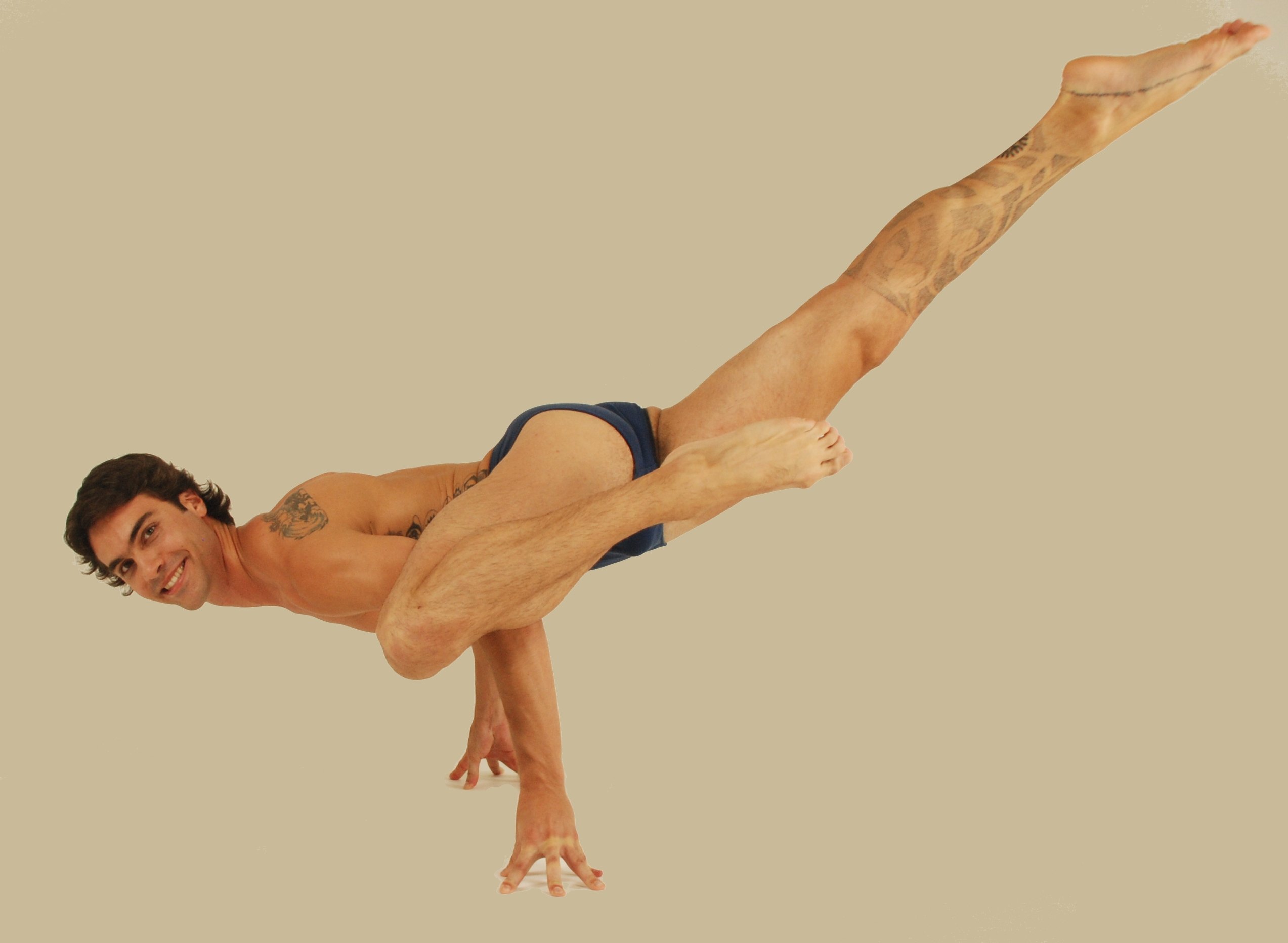
Instrutor de SwáSthya Yôga executando utthita êkapáda kákásana

## Etimologia
Segundo DeRose, o termo SwáSthya em sánscrito significa auto-suficiência, saúde, bem-estar, conforto, satisfação. 